# パーフェクティーチャー
『パーフェクティーチャー』は、大熊良による日本のギャグ漫画作品。『週刊少年チャンピオン』（秋田書店刊）にて、1998年53号から1999年15号まで連載。全14話。

## あらすじ
赴任初日にヘリコプターに乗ってやって来て、教室に窓から飛び込んだ教師・流星 光。1年B組の生徒達は、流星の変な言動にとまどいながらも、その熱血指導に心惹かれていく。
キャッチコピーは「退屈な学校に革命の嵐!! 完全無欠の超教師!!」

## 登場人物

### 1年B組
流星 光（ながれぼし ひかる）
2学期から1年B組の担任として赴任した謎だらけの教師。奇怪な言動や行動で生徒を困らせるが、本人は常に真剣である。
矢野 信二（やの しんじ）
1年B組の生徒。少々クールな中学生。とまどいながらも流星に興味を持つ。
砂原 すずみ（すなはら すずみ）
1年B組の学級委員長。超マジメ。おカタい性格で、怒ると怖い。心根は優しい女の子。料理や裁縫は苦手。信二のことが好き。
奈々子（ななこ）
1年B組の女生徒。
平塚（ひらつか）
1年B組の女生徒。休日にも一人でうさぎのドレイパーの世話をしている。
沢本（さわもと）
1年B組の生徒。両親が仕事で家に帰るのが遅いため、小学生の頃からカギっ子だった。
福田（ふくだ）
1年B組の生徒。体重100kg。
野崎（のざき）
1年B組の生徒。中卒でプロデビューしたくて授業をさぼってギターの練習をしている。
橋口 みずほ（はしぐち みずほ）
学園のアイドルの女生徒。信二が片思いしている。
山形（やまがた）
1年B組の生徒。給食を食べるのが早い。
安西（あんざい）
1年B組の生徒。給食を食べるのが遅い。
国重（くにしげ）
1年B組の生徒。いじめられている。
野中（のなか）
1年B組の生徒。国重をいじめている。

### その他
ドレイパー
1年B組で飼っているうさぎ。流星により、1年B組の転入生となる。
校長
学園の校長先生。流星の言動に「パーフェクト」と言う。
七瀬 みなみ（ななせ みなみ）
新任の女教師。1年B組の副担任。胸が大きい。あがり症。
凄ノ王 葉矢斗（すさのお はやと）
暴力体育教師。
たくあん
流星の回想に出てきた学生。
きゅうり
流星の回想に出てきた学生。

## 全タイトル名
1. text.1「パーフェクト」
2. text.2「コズミック21」
3. text.3「キャロット100%」
4. text.4「ホーム・アローン4」
5. text.5「ファット ボーイ スリム」
6. text.6「バーニングファイヤー」
7. text.7「ミュージック・ファイター」
8. text.8「ラバーソウル」
9. text.9「サブリミナル・クッキング」
10. text.10「完熟チリペッパー（一晩ねかせた おふくろの味）」
11. text.11「スウィート115」
12. text.12「ビッグ ウエイブ」
13. text.13「ハッピーボーイ」
14. Final text.（最終回）「ラスト スプラッシュ」